# Indywidualne Mistrzostwa Norwegii na Żużlu 2006
Indywidualne Mistrzostwa Norwegii na Żużlu 2006 – cykl turniejów żużlowych, mających na celu wyłonienie najlepszych żużlowców w Norwegii w sezonie 2006. W turnieju finałowym zwyciężył Rune Sola.

## Finał
- Elgane, 21 sierpnia 2006

| Msc. | Zawodnik                | Klub             | Pkt |             | Uwagi           |
| ---- | ----------------------- | ---------------- | --- | ----------- | --------------- |
| 1    | (13) Rune Sola          | Riska MK         | 14  | (3,3,2,3,3) | I m. w finale   |
| 2    | (12) Jan Mikke Bjerk    | Elgane MK        | 13  | (3,2,3,3,2) | II m. w finale  |
| 3    | (4) Carl Johan Raugstad | Riska MK         | 14  | (3,3,3,2,3) | III m. w finale |
| 4    | (7) Tage Skretting      | Elgane MK        | 10  | (3,2,1,2,3) | IV m. w finale  |
| 5    | (6) Bjorn G. Hansen     | NMK Drammen      | 10  | (0,3,3,3,1) |                 |
| 6    | (10) Ola Rosland        | Elgane MK        | 9   | (2,1,0,3,3) |                 |
| 7    | (1) Patrick Haraldsen   | Oslo MK          | 9   | (2,2,2,1,2) |                 |
| 8    | (5) Henrik B. Hansen    | Oslo MK          | 9   | (2,1,2,2,2) |                 |
| 9    | (15) Marius Roekeberg   | NMK Drammen      | 7   | (2,3,1,1,0) |                 |
| 10   | (14) Remi Ueland        | Elgane MK        | 7   | (1,2,3,0,1) |                 |
| 11   | (16) Emil A. Omsland    | Grenland SMK     | 5   | (0,1,1,1,2) |                 |
| 12   | (3) Roar Hobberstad     | Elgane MK        | 4   | (1,1,2,0,0) |                 |
| 13   | (8) Ronny Moen          | NMK Kristiansand | 4   | (1,0,d,2,1) |                 |
| 14   | (2) Stian Kolsto        | Elgane MK        | 1   | (0,0,0,1,0) |                 |
| 15   | (11) Sverre Omsland     | Grenland SMK     | 1   | (1,0,0,u,u) |                 |
| 16   | rez. Tord Solberg       | NMK Kristiansand | 1   | (w,0,1)     |                 |
| 17   | (9) Tarald Haaland      | Elgane MK        | 0   | (0,d,-,-,-) |                 |
|      | rez. Lars F.Heller      | Oslo MK          |     |             |                 |